# Чатем (округ, Джорджия)
Ча́тем (англ. Chatham County) — округ штата Джорджия, США. Население округа на 2000 год составляло 232 048 человек. Административный центр округа — город Саванна.

## История
Округ Чатем основан в 1777 году.

## География
Округ занимает площадь 1139.6 км2.

## Демография
Согласно Бюро переписи населения США, в округе Чатем в 2000 году проживало 232 048 человек. Плотность населения составляла 203.6 человек на квадратный километр.